# ايمانويل بيروني
ايمانويل بيروني (بالإسبانية: Emanuel Perrone) (14 يونيو 1983 بريو كوارتو في الأرجنتين - ) هو لاعب كرة قدم أرجنتيني في مركز الهجوم. لعب مع أنورثوسيس فاماغوستا ونادي أتروميتوس ونادي أستيراس تريبوليس ونادي تروا ويونيكوس وتاليريس كوردوبا وApollon Kalamarias ‏ والنادي الرياضي بكالوني ونادي إيراكليس وأبولون بونتو ‏.

## روابط خارجية
- ايمانويل بيروني على موقع قاعدة بيانات كرة القدم.إي يو (الإنجليزية)
- ايمانويل بيروني على موقع Soccerway.com (الإنجليزية)